# Jachín a Boáz

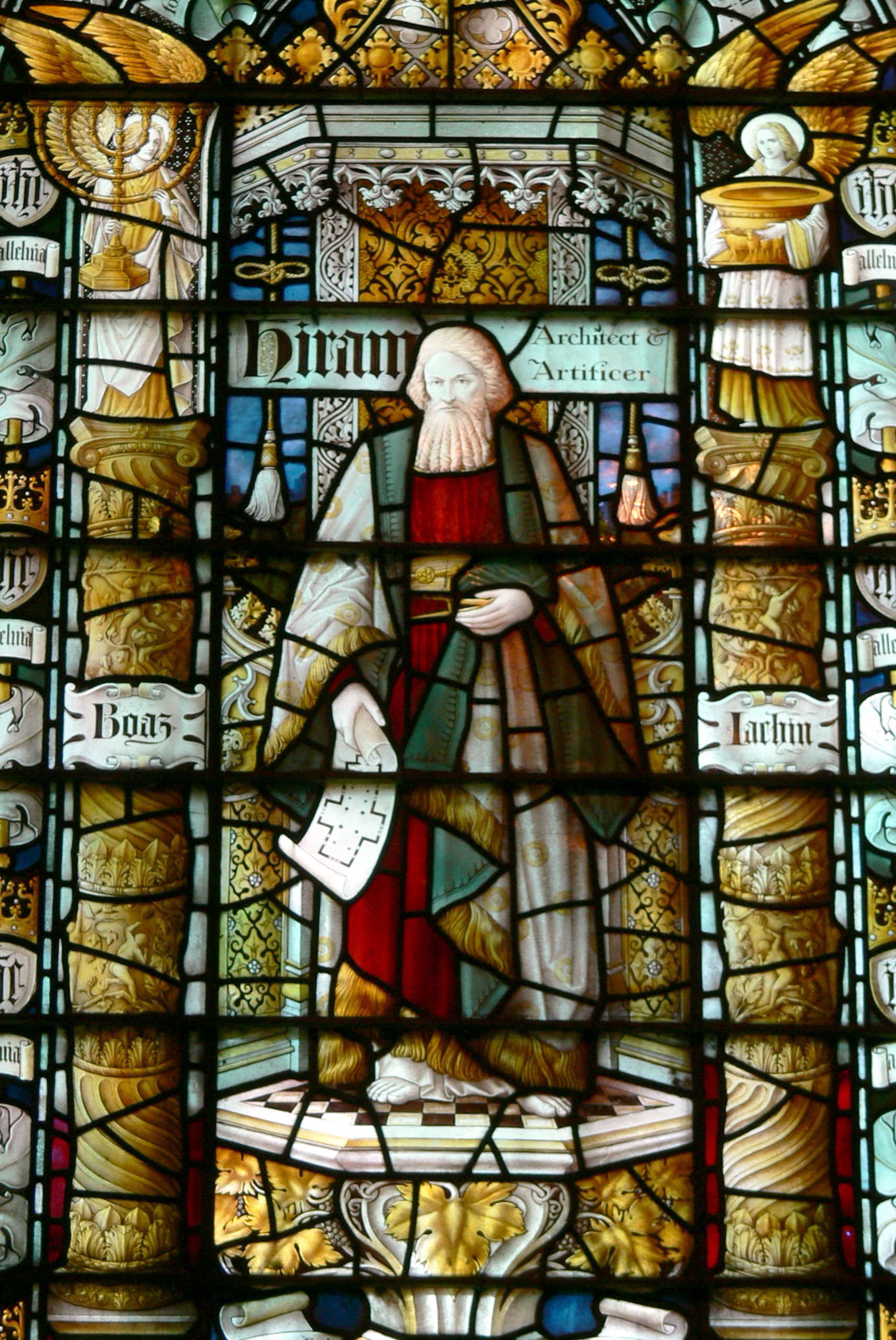
Architekt Hiram, v zednářství známý jako Hiram Abiff, po stranách sloupů. Vitráž, kostel svatého Jana, Chester, 20. století

Jachín a Boáz jsou jména dvou sloupů či pilířů, které zhotovil zručný řemeslník Chíram z Týru, jenž byl povolán králem Šalomounem, a které postavil u předsíně Šalomounova chrámu.

## Popis
Detailní popis vzhledu těchto dvou sloupů je popsán ve starozákonní 1. knize Královské: 
| „                       | Král Šalomoun poslal pro Chírama z Týru. Byl to syn jedné vdovy z pokolení Neftalíova; jeho otec byl Týřan, řemeslník obrábějící měď. Byl naplněn moudrostí, rozumností a poznáním, takže se vyznal v každé práci s mědí. Přišel ke králi Šalomounovi a konal všechnu svěřenou práci. Vytvořil dva bronzové sloupy; jeden sloup byl vysoký osmnáct loket a dal se obepnout šňůrou dvanáct loket dlouhou; stejně tak sloup druhý. Udělal též dvě hlavice, odlité z bronzu, a nasadil je na vrchol sloupů; jedna i druhá hlavice byly vysoké pět loket. Na hlavicích, které byly na vrcholu sloupů, bylo proplétané mřížování s řetízkovými ozdobami. Sedm jich bylo na jedné i na druhé hlavici. Ke sloupům udělal dvě řady granátových jablek kolem každého mřížování přikrývajícího hlavici na vrcholu sloupu; stejně to udělal s druhou hlavicí. Hlavice na vrcholu sloupů u chrámové předsíně byly zakončeny lilií čtyři lokte vysokou. Na obou sloupech bylo nahoře kolem vydutí hlavic připevněno k mřížování dvě stě granátových jablek v řadách, u obou hlavic. Sloupy postavil u předsíně chrámu. Postavil pravý sloup a dal mu jméno Jakín. Pak postavil levý sloup a dal mu jméno Bóaz. Sloupy byly na vrcholku zakončeny lilií. Tak byla dohotovena práce na sloupech. | “ |
| — 1. Královská 7, 13-22 | |   |